# 氣象衛星雲圖

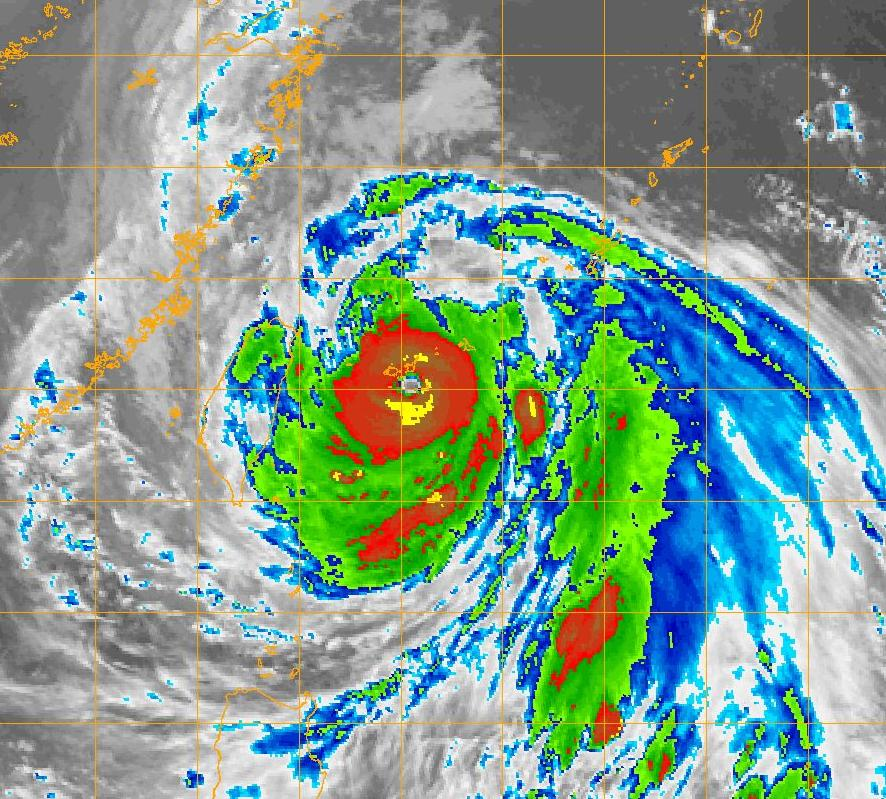
美國海軍研究實驗室提供的衛星雲圖。根據德沃夏克分析法，韋帕此時的T指數為6.5，相當於一分鐘平均風力每小時125海浬或230公里，中心最低氣壓約914百帕

氣象衛星雲圖是以氣象衛星之儀器拍攝大氣中的雲層分布，來尋找天氣系統並驗證地面天氣圖繪製的正確性。除此之外還可以用來觀測海冰分布、確定海面溫度等與中長期天氣預報相關的海洋資料。此技術為可在單一影像上顯現各種尺度天氣現象，對天氣分析與預報提供非常有助益的遙測資料。大致而言，衛星雲圖可分為紅外線衛星雲圖、可見光衛星雲圖以及色調強化衛星雲圖。

## 紅外線衛星雲圖
紅外線衛星雲圖利用衛星上之紅外線儀器，來測量雲層的溫度。溫度低的雲層會以亮白色顯示，表示此處的雲頂較高；溫度高的雲層會以暗灰色顯示，表示此處的雲頂較低。

## 可見光衛星雲圖
可見光衛星雲圖利用雲頂反射太陽光的原理製成，故僅能於白晝進行攝影。可見光衛星雲圖可顯示雲層覆蓋的面和厚度，比較厚的雲層反射能力強，在可見光衛星雲圖上，會顯示出亮白色，雲層較薄則顯示暗灰色，還可與紅外線衛星雲圖結合起來，做出更準確的分析。

## 色調強化衛星雲圖
亦是屬於紅外線衛星雲圖的一種，其為針對對流雲所設計，主要目的為突顯對流現象。對流越強，雲頂發展越高，雲頂溫度越冷。

## 資料來源
- （繁體中文）中央氣象署，《色調強化衛星雲圖說明》 （页面存档备份，存于）